# Miroslovești
Mirosloveşti é uma comuna romena localizada no distrito de Iaşi, na região de Moldávia. A comuna possui uma área de 50.07 km² e sua população era de 4848 habitantes segundo o censo de 2007.